# Intervento olandese a Lombok ed a Karangasem
L’intervento olandese a Lombok ed a Karangasem ebbe luogo nel 1894 presso le Indie occidentali olandesi, fatto che portò alla completa colonizzazione di Bali e Lombok all'inizio del XX secolo.

## Alleanza iniziale
L'isola di Lombok era abitata dai Sasak che dal Cinquecento avevano abbracciato l'Islam. Alcuni gruppi di balinesi del regno di Karangasem governavano la parte occidentale dell'isola di Lombok e uno di essi, il gruppo dei Mataram, era riuscito ad avere una posizione predominante, in particolare sui Singarasi, dal 1839. La corte balinese locale sviluppatasi a Lombok era risultata particolarmente ricca e potente.
I contatti con gli inglesi, sviluppati grazie a G.P. King, oltre agli interessi commerciali stranieri spinsero gli olandesi a cercare di frenare l'influenza inglese con la firma di un trattato con i Mataram nel 1843. I Mataram erano alleati degli olandesi nel corso dell'intervento olandese a Bali (1849), e vennero ricompensati con la signoria di Karangasem.

## Ribellione dei Sasak

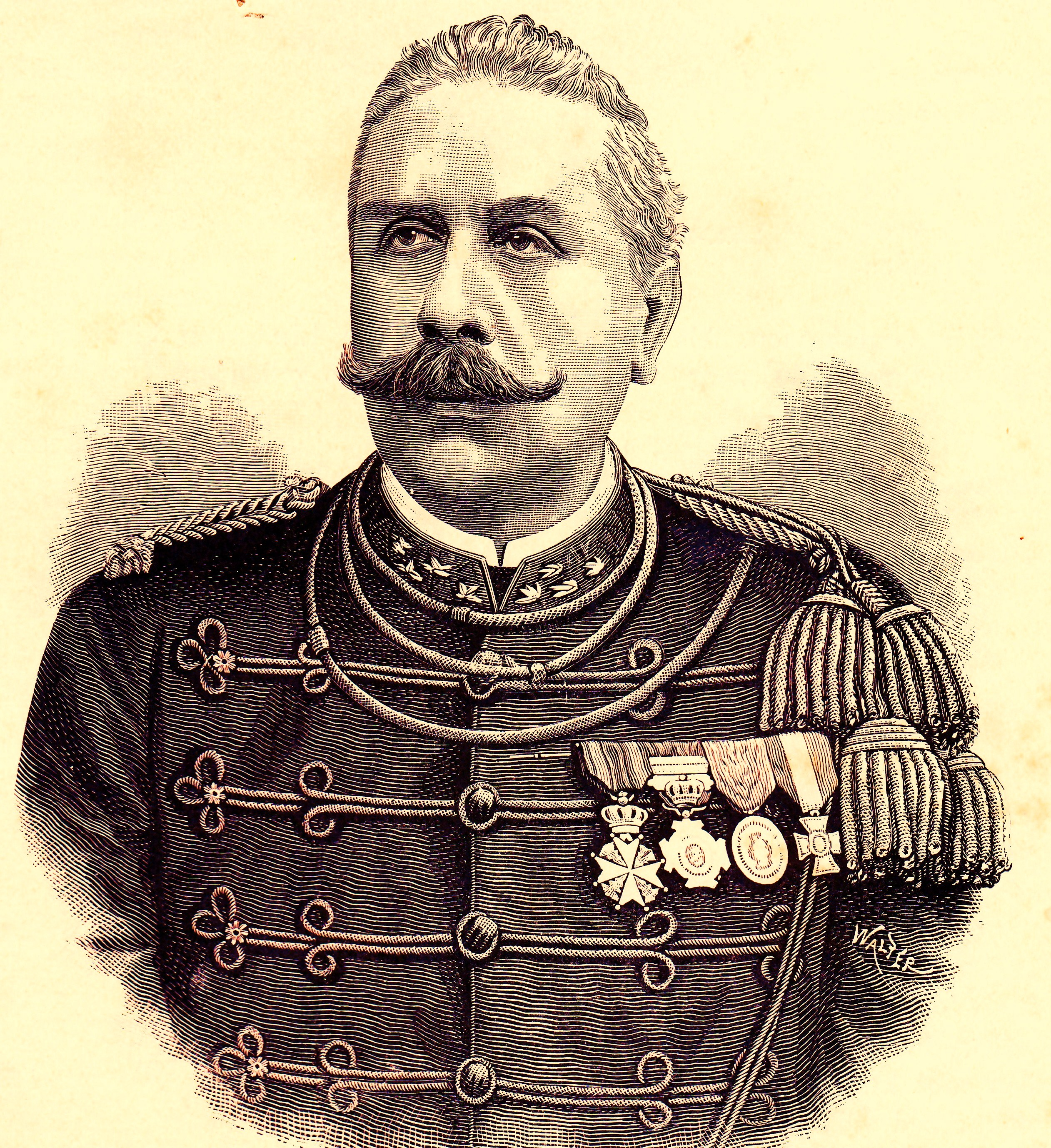
Il generale Petrus Paulus Hermannus van Ham, secondo in comando, venne ucciso nello scontro di agosto del 1894.

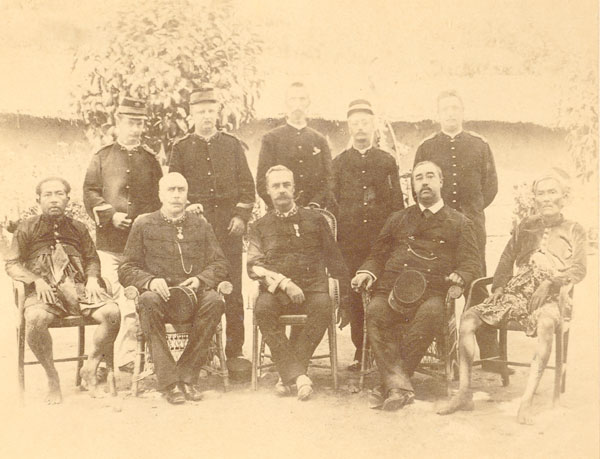
Ufficiali della spedizione a Lombok nel 1894: Anak Agung Ketut Karangasem, il generale maggiore Petrus Paulus Hermannus van Ham (rappresentante), General-Major J.A. Vetter (comandante), il residente M.C. Dannenbargh eGusti Jelantik.

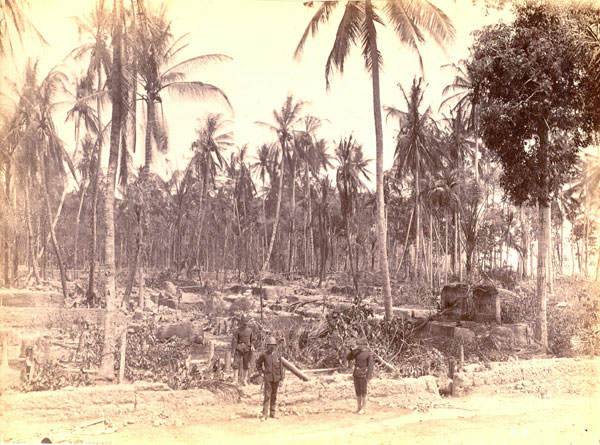
La distruzione di Cakranegara nel 1894.

I primi problemi iniziarono a manifestarsi nel 1891 quando i Sasak musulmani della parte orientale di Lombok insorsero in ribellione contro il governante balinese di Lombok, Anak Agung Gde Ngurah Karangasem. La ribellione, che faceva seguito ad altre rivolte nel 1855 e nel 1871, già schiacciate dai Mataram, esplose quando ai Sasak vennero chiesti un migliaio di soldati per attaccare il regno di Klungkung a Bali.
Il 25 agosto 1891, il figlio del regnante Anak Agung Ketut Karangasem venne inviato contro i ribelli di Praya con 8000 uomini. L'8 settembre, 3000 ulteriori soldati vennero inviati sul posto sotto la guida di suo figlio, Anak Agung Made Karangasem. Dal momento che l'esercito regio pareva in difficoltà, il sovrano chiese aiuto al regnante vassallo di Karangasem, Anak Agung Gde Jelantik, affinché inviasse 1200 truppe d'élite a reprimere la rivolta. La guerra durò dal 1891 al 1894, e l'esercito Mataram che era più avanzato si preparò con due moderne navi da guerra, la Sri Mataram e la Sri Cakra, riuscendo a occupare i villaggi ribelli e circondando i membri dell'ultima resistenza Sasak.
Il 20 febbraio 1894, i Sasak chiesero formalmente l'intervento degli olandesi a loro sostegno. Gli olandesi, desiderosi di cogliere l'opportunità di estendere il loro controllo sulle Indie orientali, scelsero di sostenere i Sasak che avevano chiesto la loro protezione, e gli olandesi iniziarono a negare l'importazione di armi e rifornimenti ai balinesi provenienti da Singapore.

## L'intervento olandese (luglio 1894)
Il blocco commerciale non risultò sufficiente, e gli olandesi richiesero la sottomissione dei Mataram, che però si rifiutarono. Nel luglio del 1894 gli olandesi scelsero di inviare una spedizione militare contro i Mataram. Tre navi partirono da Batavia, la Prins Hendrik, la Koningin Emma e la Tromp, con a bordo 107 ufficiali, 1320 soldati europei e 948 indigeni oltre a 386 cavalli.
Dall'agosto del 1894, i balinesi scelsero di resistere alla presenza militare olandese, attaccando con una forza di 900 uomini gli olandesi, di sorpresa e di notte, mentre questi erano accampati presso il palazzo di Mauyra a Cakranegara, il 25 agosto 1894, uccidendo più di 500 tra soldati, marinai e coolies. Tra i morti vi fu anche il generale Petrus Paulus Hermannus van Ham, comandante della spedizione. Gli olandesi si ritirarono e si trincerarono lungo le fortificazioni della costa.

### I rinforzi olandesi (novembre 1894)
Gli olandesi fecero ritorno sull'isola con ulteriori rinforzi sotto la guida del generale Vetter. I Mataram vennero attaccati e distrutti in forze. L'8 novembre 1894, gli olandesi iniziarono a bombardare sistematicamente le posizioni balinesi a Cakranegara, distruggendo il locale palazzo reale e uccidendo quasi 2000 balinesi a fronte di perdite pari a 166 uomini.
Dalla fine di novembre del 1894, gli olandesi avevano ormai annientato le posizioni dei balinesi con un migliaio di morti al punto tale che i balinesi preferirono arrendersi oppure commettere il puputan, un suicidio rituale.

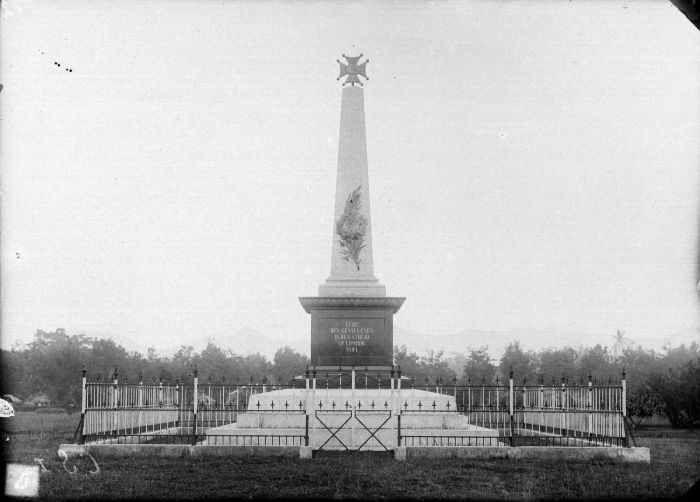
Ad Amsterdam sorge il monumento alla spedizione olandese del 1894

Lombok e Karangasem divennero parte delle Indie orientali olandesi, e vennero amministrate da Bali. Gusti Gede Jelantik venne nominato reggente per conto degli olandesi nel 1894, mantenendo tale carica sino al 1902.
Il tesoro reale di Lombok venne saccheggiato dagli olandesi che asportarono 230 kg d'oro, 7000 kg d'argento e molti gioielli. Anche Bangli e Gyanjar accettarono poco dopo la sovranità olandese, mentre Bali meridionale continuò a resistere sino all'intervento militare del 1906.